# 清华洞
25°26′56″N 100°32′54″E / 25.44881°N 100.54820°E

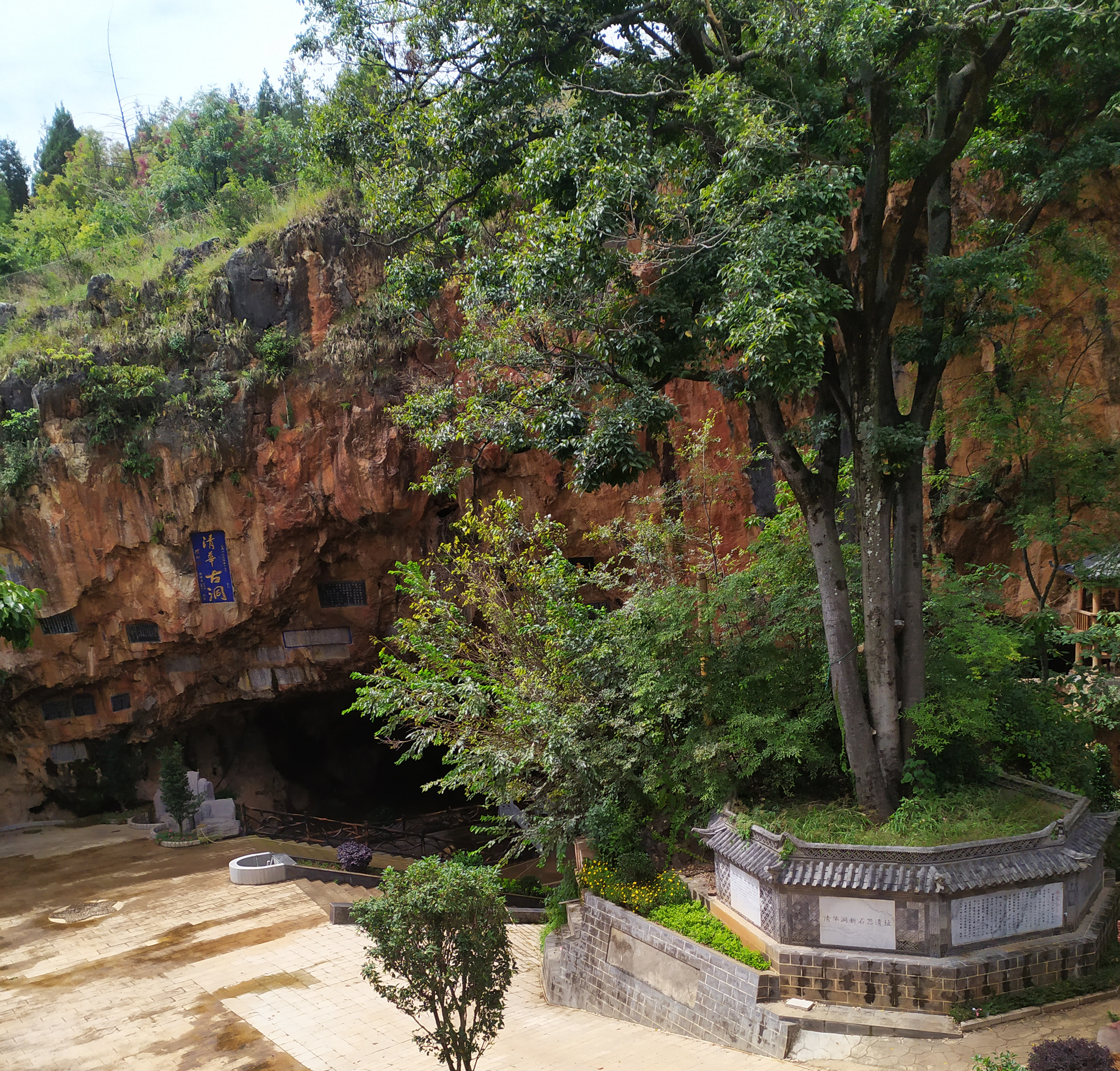
清华洞洞口

清华洞是云南省祥云县的一个喀斯特地形石灰岩溶洞，位于祥云县城西南3公里，320国道与祥临公路交汇处西侧。“清华洞”现也常用作地名。

## 概述
清华洞发育在二叠系石灰岩地层中，位于祥城坝西南缘低丘上。“清华”在佛教中喻“极乐胜地”，而该洞清幽多奇景，似极乐胜地，故名。清华洞自明以来素有“滇西第一洞”之称，位列祥云古八景之一。徐霞客两次探访，李元阳、郭松年、杨慎等人也曾到此游览，洞口岩棚之上现存历代官宦文人的题刻30余处。1961年洞内发现有古代文化遗址。
20世纪，清华洞曾作为滇缅铁路的仓库使用，1949年由部队接管，成为其储油基地，后来部队撤出。2010年，祥云县政府与开发商签订清华洞景区开发协议，2023年1月景区建成开放。2023年4月评定为国家3A级旅游景区。

## 景观
清华洞洞口向东，分前洞、后洞，前洞宽约30余米，高约5米，深约30余米；后洞分二支，深数百米。洞内有石花、石笋、石柱等。前洞顶有两处小孔通往山顶，正午有阳光射入，称为“碟大天”，传说为孙悟空捅出。

### 摩崖石刻
清华洞洞口岩棚上刻有30余则摩崖石刻，有“坐卧烟云”“别有洞天”“青华古洞”“清华洞天”“鹿鸣于野”等字样，总面积约300平方米，时代为明正德年间至民国十二年（1923年），大部分完好。按内容可分为诗文游记、题咏题名、记事赞颂、寄名石刻四种。

### 清华寺

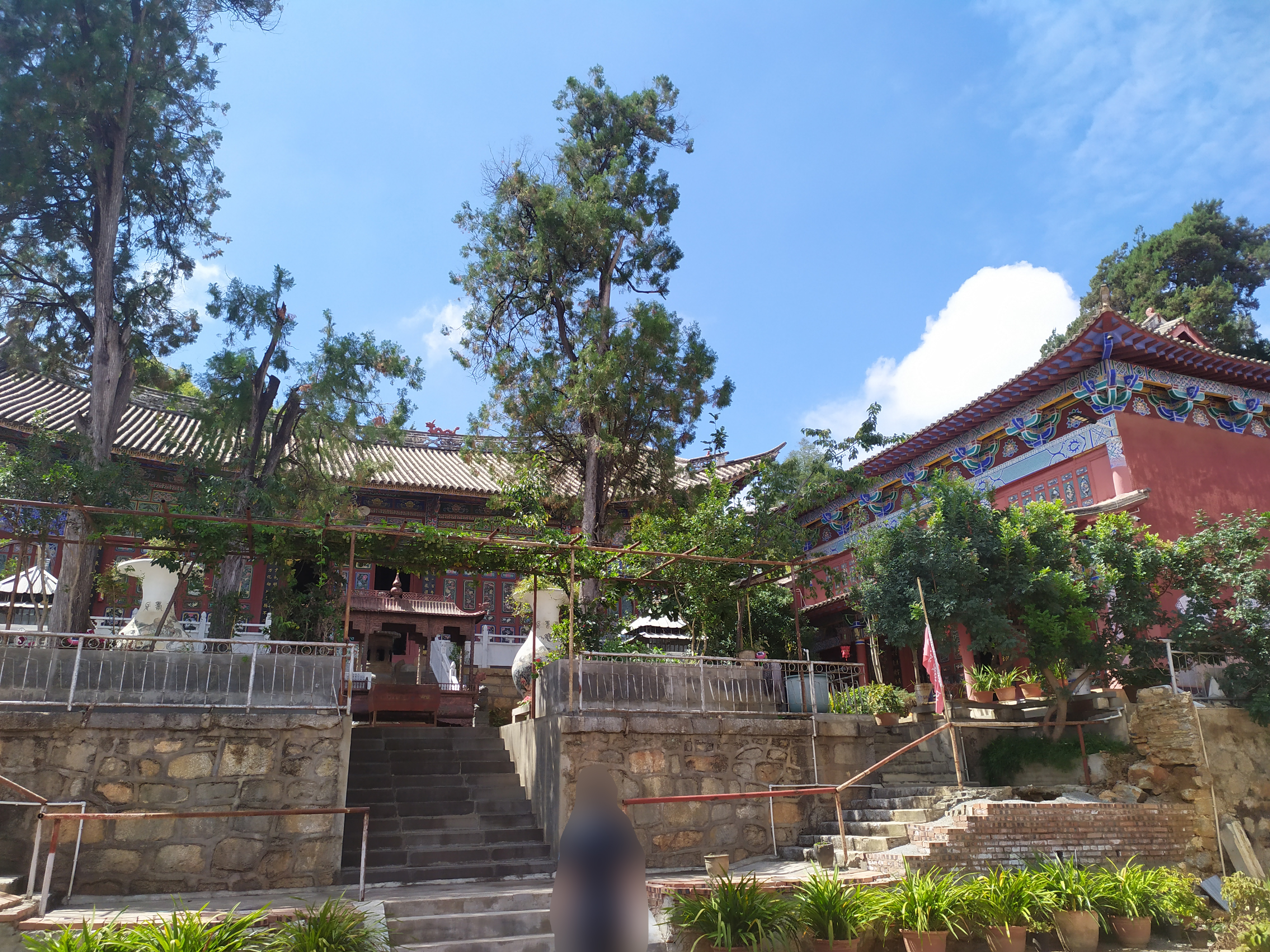
清华寺

清华洞西北侧建有清华寺。明代始建，清乾隆五十九年（1794年）重修，咸丰年间毁于兵燹，光绪十三年（1887年）重建，民国19年（1930年）重修。寺为四合院式建筑，占地面积约650平方米，正殿为单檐歇山顶，抬梁式木结构建筑。

## 文化遗址
1961年部队在清华洞内施工时发现石器，随后云南省博物馆组织清理发掘。遗址文化层约30厘米，杂有大量红烧土、碎陶片，出土石斧、石、石刀、陶罐、陶纺轮等22件，认定为新石器遗址。从出土器物分析，清华洞遗址居住着以农业为主的定居民族。1986年10月28日，以“清华洞新石器遗址”公布为第二批祥云县文物保护单位。1988年5月27日，公布为第一批大理州文物保护单位。
2010年6月至7月，云南省文物考古研究所联合大理州文管所和祥云县文管所对遗址进行试掘，出土陶片5,200余片，石斧、石、石凿、石刀、石、石杵、砺石、纺轮等70余件。确定了清华洞遗址的核心区为洞口岩棚下，遗址面积800多平方米，文化层堆积厚4米，年代大致为公元前900－前500年，属于青铜时代遗址，纠正了此前属新石器时代的错误认识。